# Армония (Риу-Гранди-ду-Сул)
Армони́я (порт. Harmonia) — муниципалитет в Бразилии, входит в штат Риу-Гранди-ду-Сул. Составная часть мезорегиона Агломерация Порту-Алегри. Входит в экономико-статистический микрорегион Монтенегру. Население составляет 4091 человек на 2006 год. Занимает площадь 44,579 км². Плотность населения — 91,8 чел./км².

## История
Город основан 13 апреля 1988 года.

## Статистика
- Валовой внутренний продукт на 2003 год составляет 47 528 948,00 реалов (данные: Бразильский институт географии и статистики).
- Валовой внутренний продукт на душу населения на 2003 год составляет 12 208,82 реалов (данные: Бразильский институт географии и статистики).
- Индекс развития человеческого потенциала на 2000 год составляет 0,833 (данные: Программа развития ООН).